# 背中

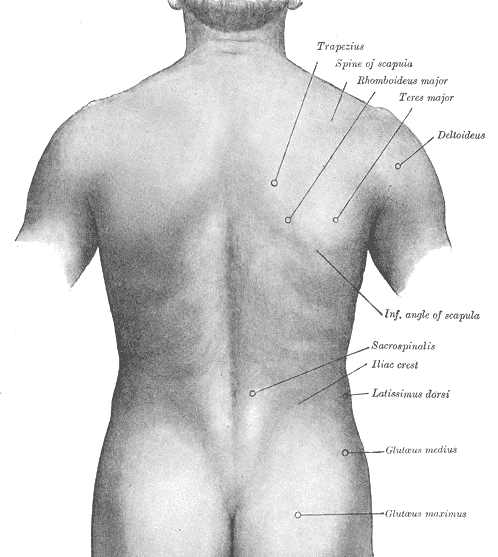
ヒトの背中のイラスト

背中（せなか、英: back）とは、背の中央。
人間（ヒト）の背の中央あたり。頸部の下あたりから胴のくびれあたりまで。動物の体の地面に面している側（腹）の反対側を「背」と言うが、その面の中央あたり。

## 人間
形状

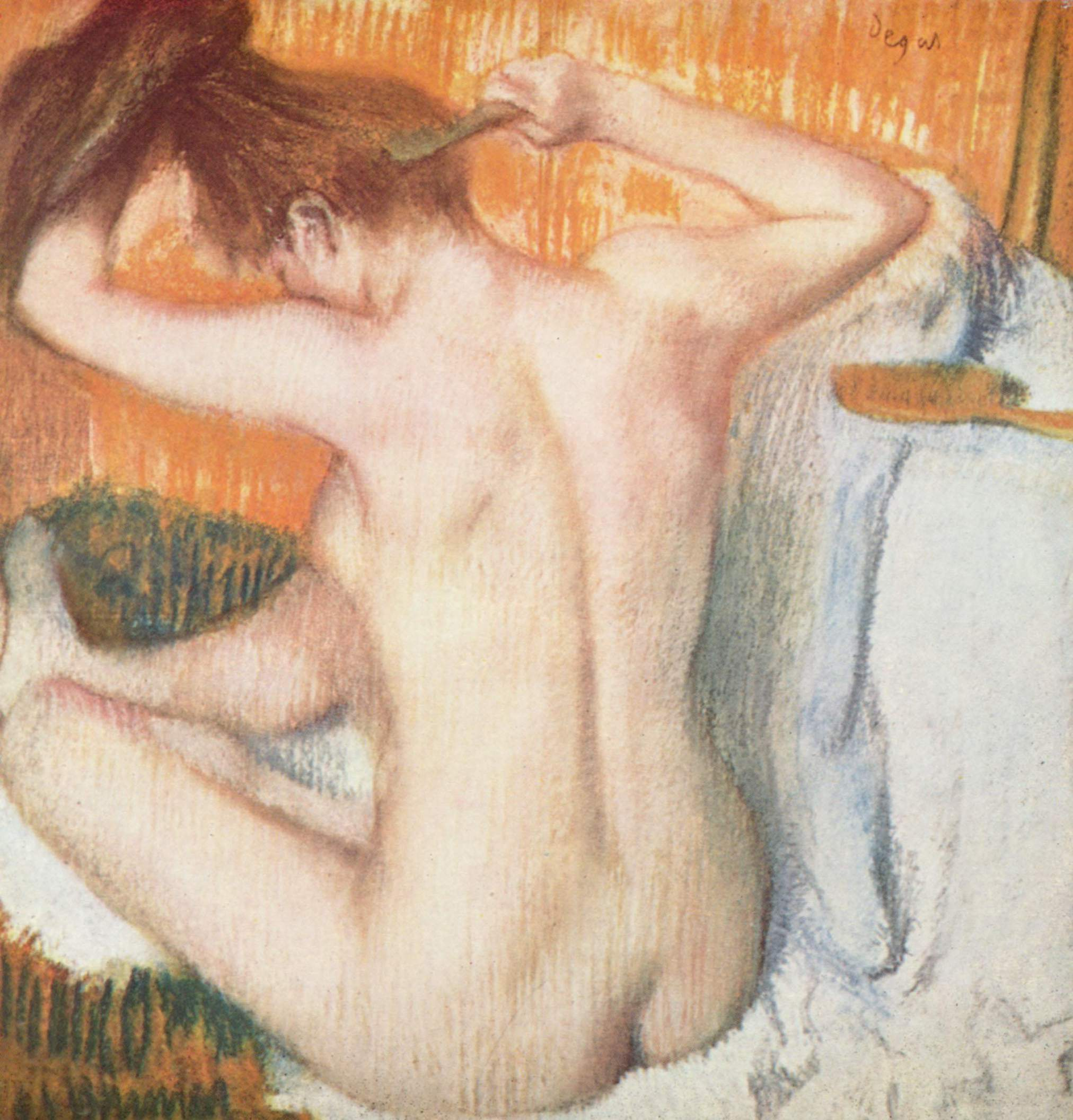
女性の背中。ドガ 画

背中の中央部に縦に背骨が通っており、若干くぼんでいる。背骨の両側は、肋骨によって（相対的に）やや隆起したような状態になっている。
背中の上方（上寄りの部分）の皮膚の下には肩甲骨があり、肩まわりの動きに応じて、肩甲骨も動く。腕を上げる動作などをすると、それと連動して（腕の角度と一定の比率で）肩甲骨も回転し、それによって背中の皮膚の上からもはっきり判るほどに形状が変わる。
弱点
眼は腹側・胸側についており、背中側は見えず、また腕も前方には動かしやすいのだが背中側には動かしにくく、背中側は弱点になっている。

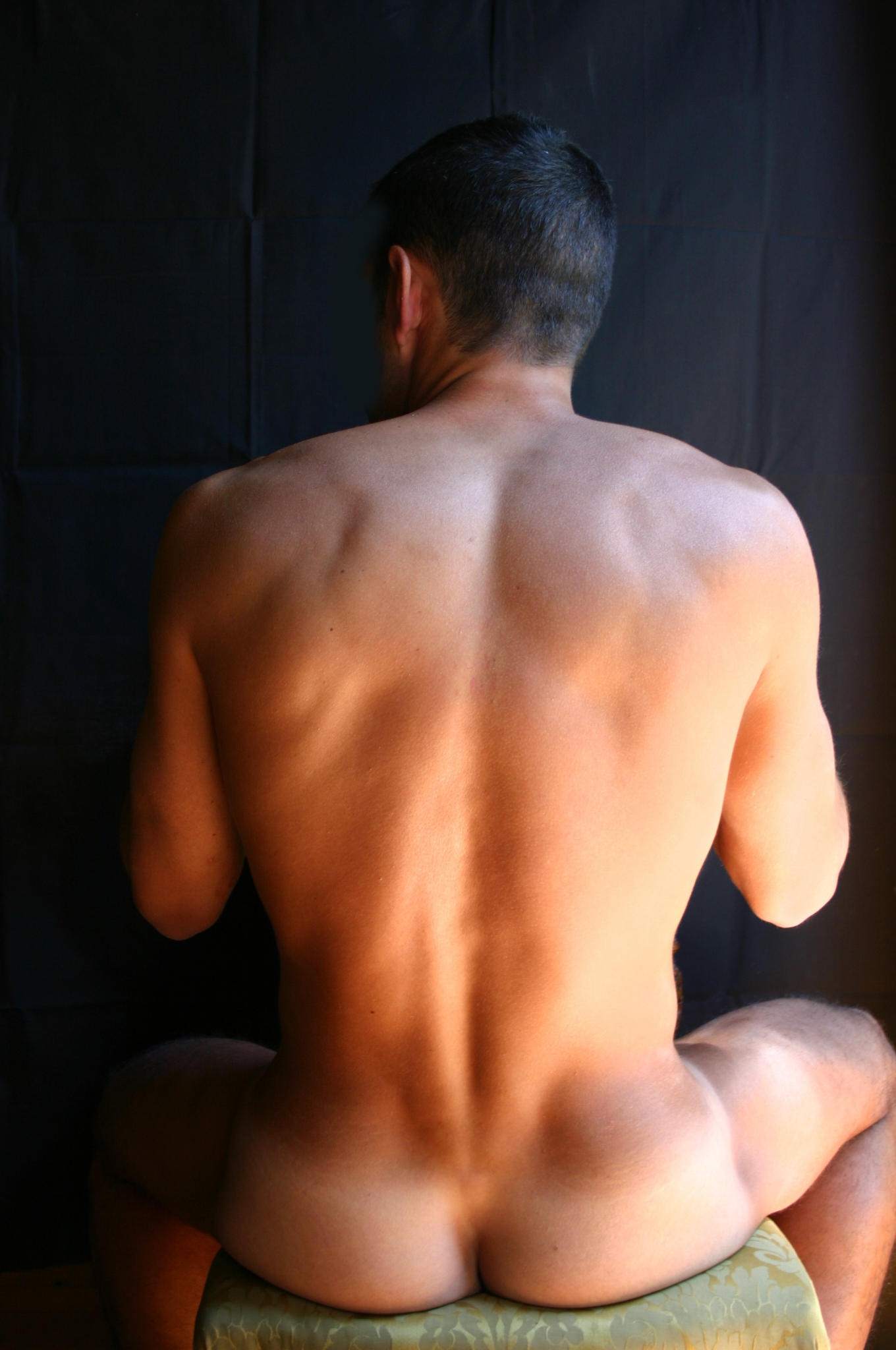
男性の背中（筋肉質）

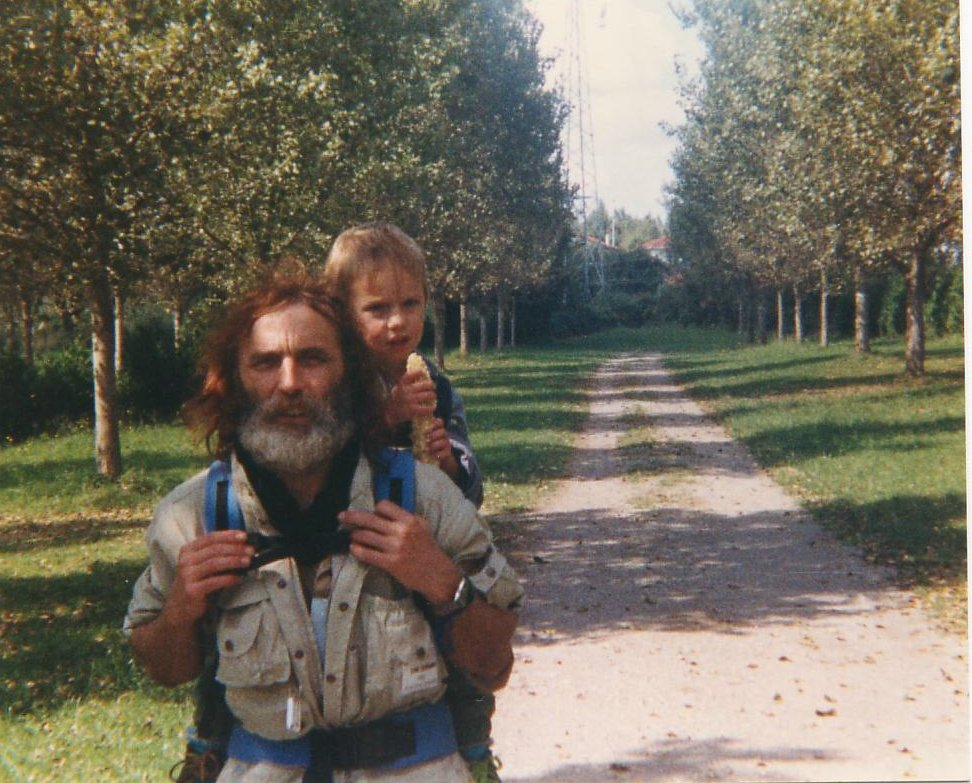
子を背負う

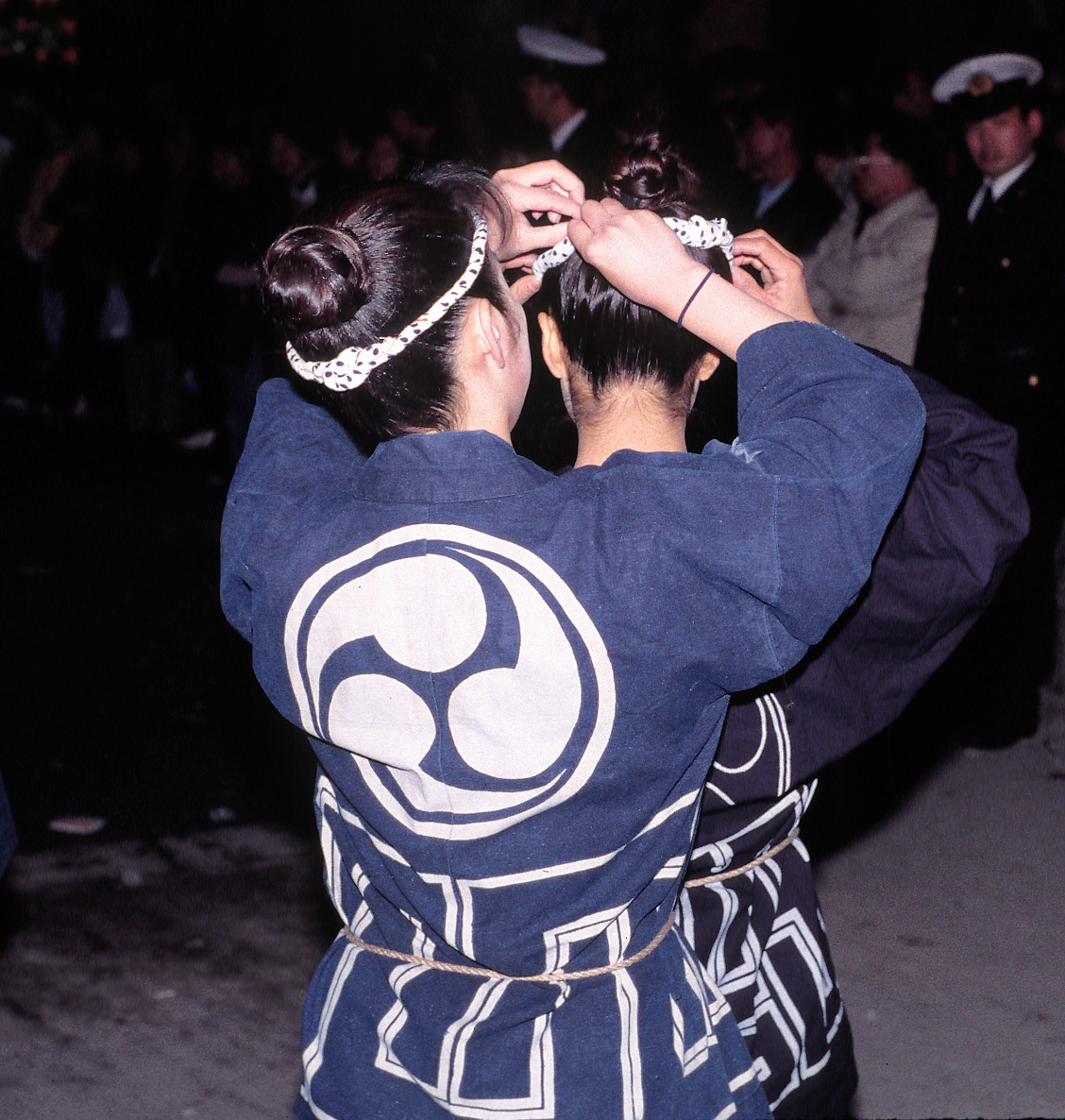
衣類の背中側は まとまった面積を確保できるところなので 様々な絵・文様などを描く場所としてしばしば活用される。

背中は弱点であるので、武芸者は通常、敵に背中を見せないようにする。決闘などで敵に背中を向けるのは非常に危険である。
居合道でも、抜刀するのとほぼ同時に敵を切り倒した後も、基本的に絶対に敵に背中を見せない。自分が切り倒した敵（瀕死状態の敵、あるいは絶命した敵）のもとから去る時も、（相手が生きているかのような心構えで）刀をかまえたまま、相手を見据えたまま、ゆっくりと後ろずさる。そして十分に距離を確保してから（相手が突然 意識を回復するなどして襲いかかってくるような事態になっても確実に反撃できる距離まで離れてから）、相手の側に顔を向けたまま、刀をふって血を払い、血をぬぐい、刀を鞘におさめる。次に、きびすを返すと（背中が相手側に向くので）、素早く、そして足早にその場を立ち去り、戻らない。つまり背中を見せる時間を最小限にする。
背中は弱点であるので、江戸時代、武士道では、敵をいきなり背中側から襲うことは卑怯とされた。相手の正面側からまず自分の名を名乗り、正々堂々と戦うのが美徳とされたのである。また、逃げること、敵に背を向けることは、恥とされたので、背中を切られることは敵に背を向けた、とも解釈され恥とされることもあった。たとえば、安藤信正が坂下門外の変で背中に傷を負ったところ、一部の幕閣から「背中に傷を受けるというのは、武士の風上にも置けない」と非難された。
なお、フェンシングやポーランドにおける騎士道世界大会では、正面から相手の背中を攻撃する技がみられ、これは互いに前面に盾を向けている状況下で、片手で武器をもっている姿勢上、相手を抱き込むようにして攻撃する＝盾を封じたまま無防備な背を狙う方が楽であり、背面を叩きつける。日本の武士道とは異なり、背を攻撃することが別段 卑劣とはされない。単なる「テクニック」といった位置づけである。
背中には縦に一筋、背骨が通っている。背骨は胴の背中側の表面ちかく、浅い位置にあり、そこには重要な神経が通っている。背骨を傷めると、下半身不随になり歩けなくなってしまう可能性が高い。バイクのライダーは事故の時に背骨をいためないように、背中側にもプロテクターをつけること、あるいは背骨あたりを守る樹脂のプロテクタを縫いこんだライダーズウェアなどを着用することも多い。
コミュニケーションの不足、注意の不足
人間の眼は前方に向いているので、背中側で起きていることを把握するのは得意ではない。「背を向ける」は、見ようとしない、ということで、（精神的に）拒絶する、無視する、といった意味になる。
運ぶ
人が荷物を運ぶ場合、荷物を保持する場所はいくつかありうる（頭の上に乗せる、脇にかかえる、腹側で両腕でささえる、というのも太古から行われている方法である）が、背中も用いられる。アフリカの人々は多くが今も頭の上に荷物を乗せて運ぶ。山がちの地では、足元がおぼつかなく姿勢が不安定で、荷物を頭の上に乗せたまま進むのは難しく、背中に背負うほうが適しており、一般的になっている。背中で運ぶ場合は、背負いかご、背負子、リュックサックなどの道具が用いられる。
人は（腕を大人の首あたりにまわさせ、子供の尻の下あたりに手を添えれば、特に道具も無しに）背中に乗せて運ぶことができる。人を（特に子供を）背中で運ぶことをおんぶという。昭和ころまでは、日本人は（特に男性は）大人になると、年老いた自分の親を背負って（おぶって）運ぶことが多かった。近年では、核家族化が進み、そのかわりに老人の世話は介護制度などによって行われることが増え、また（便利な電動の乗り物ができるなど）やりかたが変わり、壮年が老人を背負って運んでいる姿はめったに見られなくなった。
さする
気を鎮める時には、ある程度親しい関係になっている人では、背中をさする、ということがある。気が立った人の気をなだめたり、落胆した人を慰めたり、する時に背中をさすることがあるのである。
背中の痛み
ゴルフの選手は、ティーショット（ドライバーを用いたショット）で背中側の筋肉を痛めてしまい、背中の痛みに苦しめられることがある。
特にスポーツ等で痛めた記憶もない人、心当たりが無い人が背中に痛み（あるいは背中から「腰」にかけての痛み）を感じるようになった場合は、膵臓がんである場合もある。膵臓がんは早期発見が比較的難しく、おまけに一旦できると進行が速く、さらに膵臓は「深い場所」、腹側から見て胃の裏、背骨近くにあり、手術が難しいので、一旦癌になると助からない可能性が他の癌と比べて高いとされ、しばしば恐れられている。
膵臓癌はできているのに気付かれないことが多いので、結果として、当人は「ただの背中の筋肉痛だ」とか「腰痛だ」「腰の筋肉が痛い」などと思っていることも多く、そうした状態（背中痛、腰痛、と思っている状態）がしばらく続いた後で、耐えられないほどの痛みになってから検査をして、実はそうではなくて膵臓癌だった、などという展開になり、気付いた時は手おくれで、有効な手がほぼ残されておらず、結局亡くなってしまうような事例、癌だと判ったと周囲の人たちが聞かされてから亡くなるまでがあまりに短期間で 家族・親族が心の準備もできず大きなショックを受ける事例が非常に多いのである。

## 動物
四足で歩む動物の場合も、背中は無防備である。敵から攻撃を受けた場合、背中は守りづらい箇所、あるいは弱点である。
この背を構造的に強化して防御する方向に進化した例は多い。ほ乳類ではアルマジロがその典型である。昆虫や甲殻類などにも背面に比較的丈夫な外骨格を持つ例が多く、それらは普通は背甲（はいこう）と言われる。
ネコは、背中は強化されなかったが、その代わりに 攻め込まれると仰向けになることで、相手に弱点である背中を見せないようにし、するどい爪のある四肢をすべて相手に向け、防御・攻撃する（することがある）。
四足で立つ動物では、腹面は地面に向いており、背中は地面と反対側、上方で、他者から見える側でもある。したがって、同種内でのアピール(婚姻色や威嚇など)、他種に対する表示(保護色や警告色など)も、主として背面にあらわれる。動物の外見的な特徴が現れやすい側なので、昆虫標本等では背中が見えるように固定するのが一般的である。
子どもを常時運ぶ動物では、腹側の袋に入れたままにして運ぶ方法、背中側で運ぶ方法、口の中に入れて運ぶ方法 等々さまざまな方法があるが、オポッサム、サソリ、コモリグモなどでは背中に背負う。

## 接続する部分
- 首
- 肩
- 腕、前足
- 脇の下
- 脇
- 腰
- 尻

## 慣用表現
- 背を向ける
- 背中を押す
- 背に腹は替えられぬ
- 背中を見て育つ - おやじの背中
- 背中を流す